# 斜軸メルカトル図法

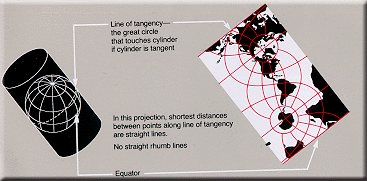
斜軸メルカトル図法の概念図

斜軸メルカトル図法（しゃじくメルカトルずほう、Oblique Mercator Projection）は地図投影法の一種である。正角円筒図法である。
通常のメルカトル図法では赤道を基準線とするのに対して、経緯線からみて斜めとなる大円を基準線としたメルカトル図法である。正角図法であり基準線付近の帯状地域内であれば歪みが小さい一方で、基準線を離れると縮尺の変化が大きいメルカトル図法を、比較的高緯度で東西に延びる地域や、経緯線に対して斜めに長く延びる地域に適用するため考案された。

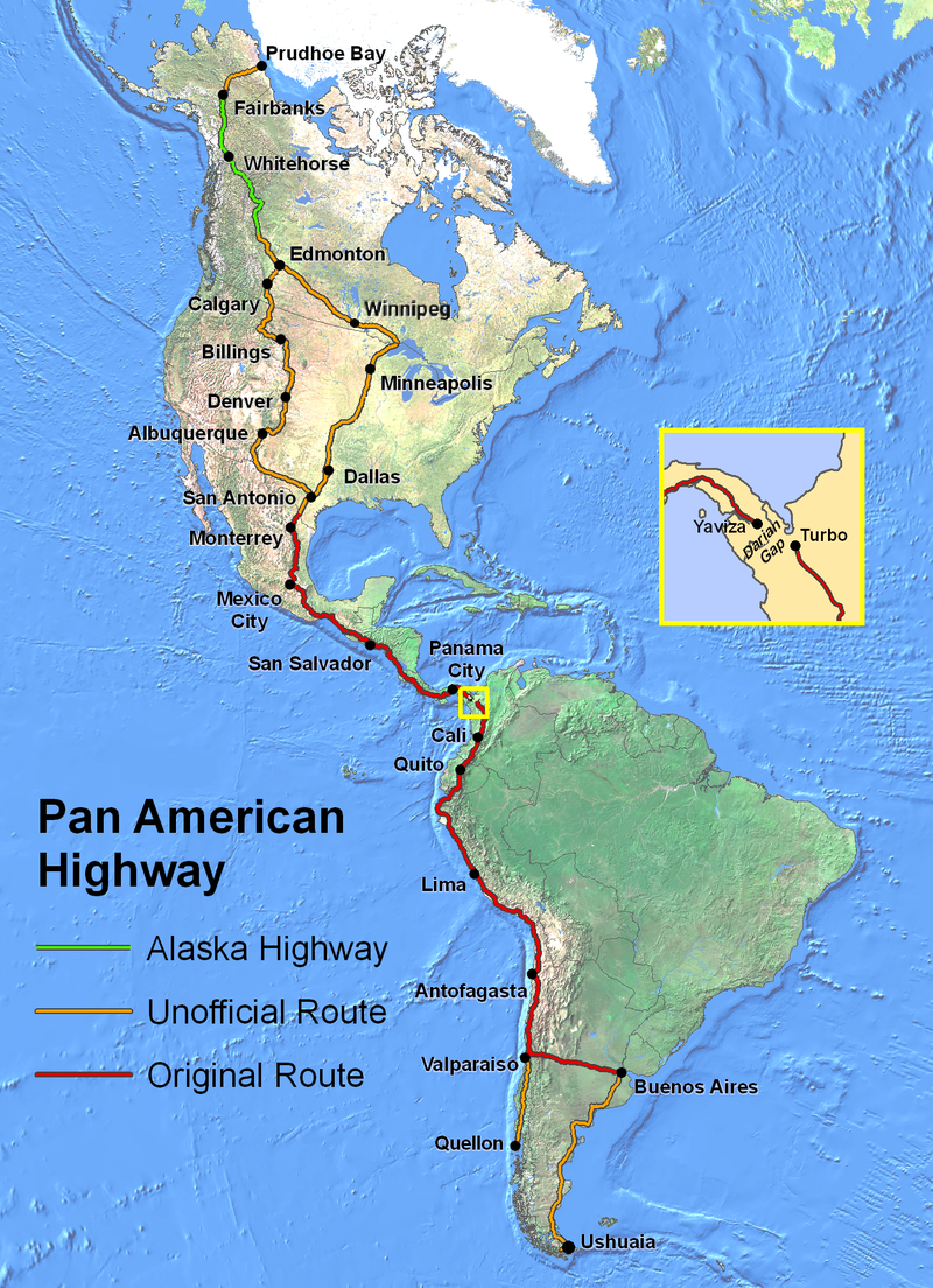
斜軸メルカトル図法で描かれた南北アメリカ大陸

## 採用例
日本では、国土地理院が各種の磁気図に斜軸メルカトル図法を採用している。
スイスの地形図は、ベルンの旧天文台において子午線と直交する大円を基準線として、斜軸メルカトル図法で投影している。スイスの平面直交座標系はこの大円と子午線を座標軸としたものである。
米国アラスカ州では、南東に細長く伸びる領域（Zone 5001、ジュノー、シトカ、ランゲル方面）における大縮尺向け図法として、この地域に基準線を一致させる形で斜軸メルカトル図法を採用している。
人工衛星等から得られた地表の情報を表現するための図法として、en:Space-oblique Mercator projectionという図法が使われる場合がある。これは、人工衛星の軌道（多くの低軌道地球観測衛星は大きな軌道傾斜角を持つ）を基準線としたメルカトル図法に、地球自転分の補正を加えたものである。地球の自転があるために、人工衛星軌跡の地上投影は大円ではなく、したがって正確な意味でのメルカトル図法ではないが、メルカトル図法の計算式をベースとして正角性を保つように調整したものである。